# Dobrianowo
Dobrianowo – dawny majątek. Tereny na których leżał znajdują się obecnie na Białorusi, w obwodzie witebskim, w rejonie postawskim, w sielsowiecie Koroby.
Nazwa dawniej używana – Dobryjanowo.

## Historia
W czasach zaborów w guberni wileńskiej Imperium Rosyjskiego.
W dwudziestoleciu międzywojennym folwark a następnie majątek leżał w Polsce, w województwie wileńskim, w powiecie duniłowickim (od 1926 postawskim), w gminie Norzyca.
Według Powszechnego Spisu Ludności z 1921 roku zamieszkiwało tu 28 osób, 27 było wyznania rzymskokatolickiego a 1 prawosławnego. Jednocześnie 27 mieszkańców zadeklarowało polską a 1 białoruską przynależność narodową. Były tu 4 budynki mieszkalne. W 1931 w 4 domach zamieszkiwało 37 osób.
Wierni należeli do parafii rzymskokatolickiej w Dzierkowszczyźnie. Miejscowość podlegała pod Sąd Grodzki w Duniłowiczach i Okręgowy w Wilnie; właściwy urząd pocztowy mieścił się w Głębokiem.
W 1938 roku miejscowość należała do gromady Dobrianowo gminy Norzyca.